# Tannosome
Les Tannosomes sont des organites que l’on trouve dans les cellules végétales des Tracheophyta et donc ni dans les mousses, ni dans les algues. 
Ils sont responsables de la synthèse et de la production de polyphénols et de tannins condensés ou proanthocyanidols qui comportent des liaisons entre le C-4 d'une unité flavanol et un C-8 (ou C-6) d'une autre flavanol monomère. 
Les Tannosomes condensent les tanins dans les organes chlorophylliens, ce qui permet aux plantes, dans le cadre de leur adaptation, de se défendre contre les herbivores et les pathogènes, tout en les protégeant des radiations UV.
Ce sont des chercheurs français qui ont découvert les tannosomes en 2013.